# Mladen Šubarić
Mladen Šubarić (1908. – 1991.), hrvatski šahist
Godine 1939. podijelio je u Zagrebu 3. i 4. mjesto. Na turniru je pobijedio Svetozar Gligorić. Prosinca 1941. igrao je na četvrtoj ploči protiv dr Pazmana (2 : 0) u šahovskom dvoboju Hrvatska - Slovačka odigranom u Zagrebu. Šubarić je završio na 9. mjestu kvalifikacijskog turnira (Wertungsturnier ) za za europsko prvenstvo za pojedince 1942. u Münchenu. Na turniru je pobijedio Gösta Danielsson.
Poslije drugog svjetskog rata natjecao se na nekoliko prvenstava Jugoslavije. Godine 1945. dijelio je od 12. do 16. mjesta u Novom Sadu. Pobijedio je Petar Trifunović. Godine 1946. bio je na diobi 14. do 16. mjesta na turniru u Zagrebu, a pobijedio je Trifunović. Godine 1948. na turniru održanom u Beogradu podijelio je 17. i 18. mjesto, a pobijedili su Gligorić i Vasja Pirc.
Na ostalim važnijim turnirima, ističe se pobjeda ispred Mije Udovčića u Zagrebu 1948. te drugo mjesto iza Braslava Rabara u Zagrebu 1950. (CRO-ch).
Šahovski klub Zagreb ima salu za trening koja nosi ime u čast Mladaena Šubarića.

## Vanjske poveznice
- (engl.) Šubarić na chessgames.com
- (engl.) Šubarić na Chess Tempo
- Šahovski dvoboj Hrvatska - Slovenija 1949.  Arhivirana inačica izvorne stranice od 13. siječnja 2017. (Wayback Machine) Na slici: Puc i Šubarić